# المجتمع الكولومبي والحركة السياسية المجتمعية
المجتمع الكولومبي والحركة السياسية المجتمعية (بالإسبانية: Movimiento Politico Communal y Comunidad Colombiano) هو حزب سياسي شعبي ومدني في كولومبيا. في الانتخابات التشريعية التي أجريت في 10 مارس 2002، فاز الحزب كواحد من العديد من الأحزاب الصغيرة بالتمثيل البرلماني. في انتخابات عام 2006، لم يفز الحزب بأي مقاعد.